# David Brown (Unternehmer)
Sir David Brown (* 10. Mai 1904 in Huddersfield, Yorkshire; † 3. September 1993 in Monte Carlo) war ein britischer Unternehmer und Manager. Er war geschäftsführender Gesellschafter der von seinem Großvater gegründeten David Brown Limited sowie der Vosper Thornycroft Werft und des Automobilherstellers Aston Martin Lagonda.

## Leben
Brown wurde am 10. Mai 1904 in Park Cottage in Huddersfield, Yorkshire geboren. Seine Eltern waren Caroline und Frank Brown. Brown besuchte die King James's Grammar School in Almondbury, Yorkshire, sowie das renommierte Privatinternat Rossall School in Fleetwood, Lancashire.
Nach seiner schulischen Ausbildung begann Brown im Alter von 17 Jahren als Lehrling im Familienunternehmen David Brown Gear Company Ltd. Das von seinem Großvater gegründete Unternehmen stellte damals Zahnräder und Getriebe her. Nach dem Tode seines Onkels wurde Brown 1932 zunächst Mitgeschäftsführer des Unternehmens und übernahm 1933 dann als alleiniger Geschäftsführer die Verantwortung für die Unternehmensführung. Das Unternehmen expandierte in weitere Geschäftsfelder, 1939 in die Herstellung von Traktoren, 1946/47 Erwerb der Automobilhersteller Aston Martin und Lagonda und 1963 Kauf der Schiffswerft Vosper Thornycroft. Die Automodelle von Aston Martin erhielten als Typenbezeichnung seine Initialen „DB“ zusammen mit einer fortlaufenden Ziffer.
Schon in jungen Jahren war Brown ein passionierter Rennfahrer und Motorradfahrer, doch beendete seine zunehmende Verantwortung für die Familiengeschäfte eine Rennfahrerkarriere. Sein Interesse am Motorsport blieb jedoch unverändert. Aston Martin war unter seiner Führung viele Jahre im Rennsport engagiert. Brown war dreimal verheiratet. Aus der ersten Ehe mit seiner Jugendliebe Daisy Muriel Firth stammen zwei Kinder. 1968 wurde er für seine unternehmerischen Leistungen als Knight Bachelor geadelt und führte fortan das Prädikat „Sir“.